# Paulette Schwartzmann
Paulette Schwartzmann (Kamenetz, 19 De Novembro De 1894 – 1953?) foi uma jogadora de xadrez naturalizada Argentina. Nasceu na Rússia e emigrou para a França por volta de 1915. Ela ganhou sete vezes o francês Campeonato de Xadrez (1927, 1928, 1929, 1931, 1933, 1935, e 1938), embora ela tenga sido agraciada com o título de apenas três vezes. Tornou-se cidadã francesa em 21 de dezembro de 1932.
Paulette jogou duas vezes o Campeonato Mundial Feminino de Xadrez. Em 1933, ficou em 6º lugar em Folkestone (4° campeonato; Vera Menchik venceu). Em 1939, terminou em 9 a 10, em Buenos Aires (7º campeonato; Vera Menchik venceu).
Em setembro de 1939, quando a II Guerra Mundial eclodiu, Schwartzmann, juntamente com outros participantes da Olimpíada de xadrez de 1939 decidiram ficar permanentemente na Argentina. Ela foi campeã Argentina de xadrez em 1948, 1949, 1950 e 1952.